# Lijst van nummer 1-hits in Italië in 2004
Deze hits stonden in 2004 op nummer 1 in de FIMI Single Top 20, de bekendste hitlijst in Italië.
| Datum        | Artiest                 | Titel                           |
| ------------ | ----------------------- | ------------------------------- |
| 1 januari    | Aventura                | Obsesión                        |
| 8 januari    | Aventura                | Obsesión                        |
| 15 januari   | Aventura                | Obsesión                        |
| 22 januari   | The Black Eyed Peas     | Shut up                         |
| 29 januari   | Haiducii                | Dragostea din teï               |
| 5 februari   | Haiducii                | Dragostea din teï               |
| 12 februari  | Haiducii                | Dragostea din teï               |
| 19 februari  | Haiducii                | Dragostea din teï               |
| 26 februari  | Haiducii                | Dragostea din teï               |
| 4 maart      | George Michael          | Amazing                         |
| 11 maart     | Haiducii                | Dragostea din teï               |
| 18 maart     | Anastacia               | Left outside alone              |
| 25 maart     | Anastacia               | Left outside alone              |
| 1 april      | Anastacia               | Left outside alone              |
| 8 april      | Anastacia               | Left outside alone              |
| 15 april     | Anastacia               | Left outside alone              |
| 22 april     | Anastacia               | Left outside alone              |
| 29 april     | Blue                    | A chi mi dice                   |
| 6 mei        | Blue                    | A chi mi dice                   |
| 13 mei       | Blue                    | A chi mi dice                   |
| 20 mei       | Blue                    | A chi mi dice                   |
| 27 mei       | Blue                    | A chi mi dice                   |
| 3 juni       | Blue                    | A chi mi dice                   |
| 10 juni      | Blue                    | A chi mi dice                   |
| 17 juni      | Blue                    | A chi mi dice                   |
| 24 juni      | Eamon                   | F**k it (I don't want you back) |
| 1 juli       | Eamon                   | F**k it (I don't want you back) |
| 8 juli       | Eamon                   | F**k it (I don't want you back) |
| 15 juli      | Eamon                   | F**k it (I don't want you back) |
| 22 juli      | Eamon                   | F**k it (I don't want you back) |
| 29 juli      | Eamon                   | F**k it (I don't want you back) |
| 5 augustus   | Eamon                   | F**k it (I don't want you back) |
| 12 augustus  | Eamon                   | F**k it (I don't want you back) |
| 19 augustus  | Eamon                   | F**k it (I don't want you back) |
| 26 augustus  | Eamon                   | F**k it (I don't want you back) |
| 2 september  | Eamon                   | F**k it (I don't want you back) |
| 9 september  | Tiziano Ferro & Jamelia | Universal prayer                |
| 16 september | Hoobastank              | The reason                      |
| 23 september | Hoobastank              | The reason                      |
| 30 september | Luca Dirisio            | Calma e sangue freddo           |
| 7 oktober    | Laura Pausini           | Resta in ascolto                |
| 14 oktober   | Laura Pausini           | Resta in ascolto                |
| 21 oktober   | Laura Pausini           | Resta in ascolto                |
| 28 oktober   | Laura Pausini           | Resta in ascolto                |
| 4 november   | Britney Spears          | My prerogative                  |
| 11 november  | U2                      | Vertigo                         |
| 18 november  | U2                      | Vertigo                         |
| 25 november  | U2                      | Vertigo                         |
| 2 december   | U2                      | Vertigo                         |
| 9 december   | Band Aid 20             | Do they know it's Christmas?    |
| 16 december  | Band Aid 20             | Do they know it's Christmas?    |
| 23 december  | Band Aid 20             | Do they know it's Christmas?    |
| 30 december  | Band Aid 20             | Do they know it's Christmas?    |